# Rock gotico
Per rock gotico, anche noto con l'equivalente in lingua inglese gothic rock o, in forma abbreviata, goth rock e goth, si intende una corrente musicale circoscrivibile al macrogenere post-punk sviluppatosi nei tardi anni 1970 nel Regno Unito. Secondo Pitchfork e NME, i gruppi che hanno posto le basi per lo sviluppo del genere sono Joy Division, Siouxsie and the Banshees, Bauhaus e The Cure.
Il rock gotico fu definito come un movimento che nacque come costola del post-punk durante i primi anni '80, sviluppatasi per le sue peculiarità stilistiche assai significative; Il rock gotico si distinse per il suo suono più oscuro, con accordi minori o bassi, riverberi, arrangiamenti dalle tonalità scure o melodie drammatiche e malinconiche, prendendo sempre più ispirazione dalla letteratura gotica con tematiche riprese dall'esistenzialismo, dal nichilismo, dal romanticismo, dalla tragedia, dalla malinconia e dalla morbilità, ed affrontate spesso in modo poetico. La sensibilità tipica di questo genere predilige argomenti come l'idealizzazione romantica della morte e l'immaginazione del soprannaturale, dando origine alla sottocultura goth che includeva club, moda e pubblicazioni negli anni '80, '90 e 2000.

## Stile, antecedenti ed influenze
Secondo il giornalista musicale Simon Reynolds, le caratteristiche convenzionalmente riconosciute del rock gotico includono «pattern di chitarra piuttosto semplici, linee di basso acute che spesso usurpavano il ruolo melodico, ritmi ipnoticamente lamentose o tom-tom pesanti e 'tribali'». Reynolds ha descritto lo stile vocale come costituito da «profondità e monotonia collegabili a Jim Morrison e Leonard Cohen». Diverse realtà hanno utilizzato le drum machine che riducono il controtempo ritmico.
Il rock gotico si occupa tipicamente di temi oscuri affrontati attraverso i testi e l'atmosfera della musica. La sensibilità poetica del genere ha portato i testi del rock gotico ad ispirarsi al romanticismo letterario, morbosità, esistenzialismo, simbolismo religioso e misticismo soprannaturale. Tra gli antecedenti e precursori dell'estetica gothic sono convenzionalmente riconosciuti nomi come Marc Bolan, i Velvet Underground, i Doors, David Bowie, Brian Eno, Iggy Pop e i Sex Pistols.  Il giornalista Kurt Loder scriverà che la canzone All Tomorrow's Parties dei Velvet Underground è un «affascinante capolavoro gothic-rock». Tuttavia, Reynolds considera Alice Cooper come «il vero padrino empio del goth» per la sua «teatralità e umorismo nero».

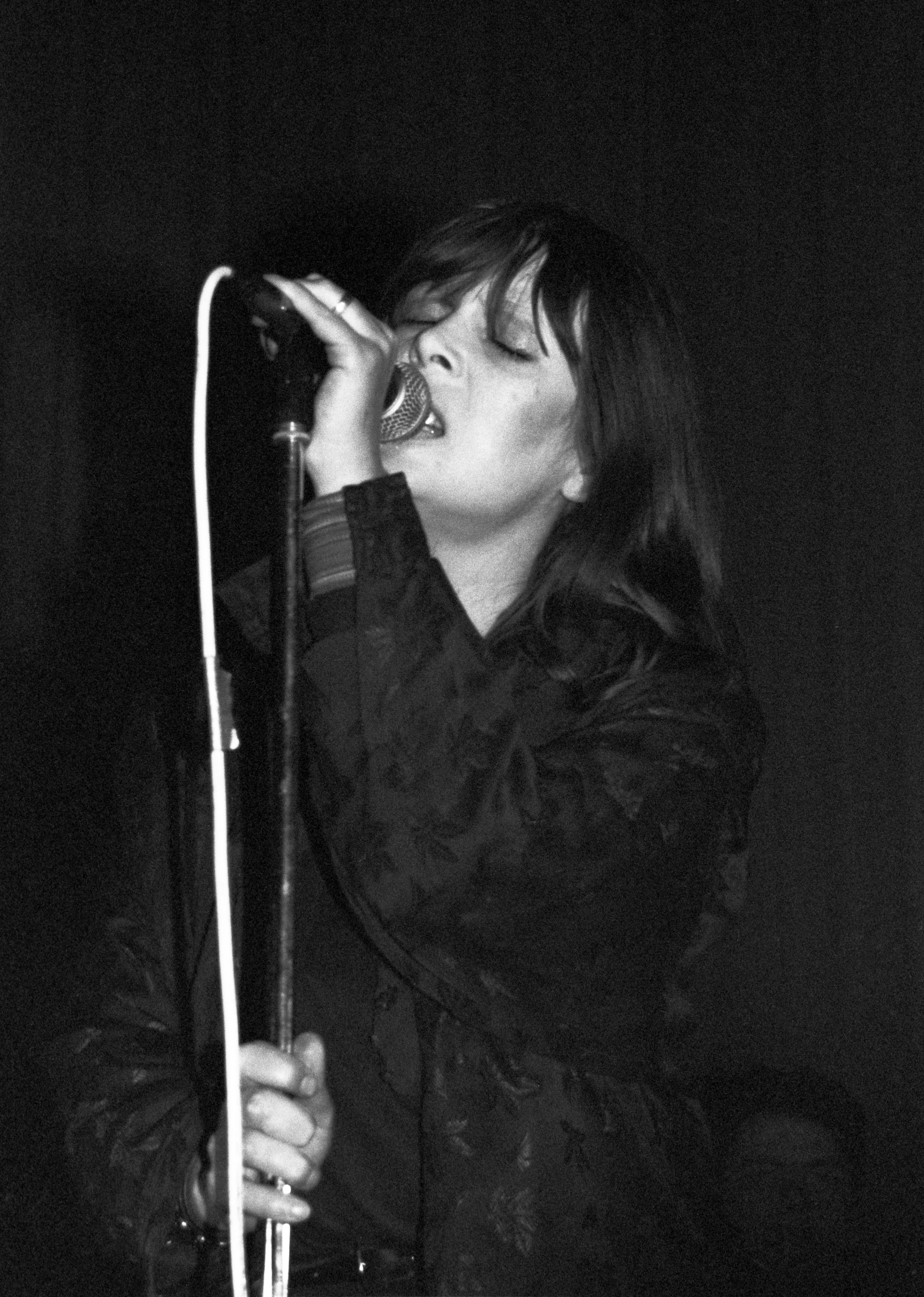
Nico in un concerto del novembre 1985 presso la Lampeter University.

L'album del 1968 di Nico The Marble Index (Elektra Records) è talvolta citato come «il primo album Goth». Caratterizzato da suono duro, testi cupi e dal nuovo look di Nico, l'album è diventato un prototipo musicale e visivo cruciale per il movimento gothic rock. Il rock gotico crea un'atmosfera oscura traendo influenza dai bordoni usati dal gruppo proto punk dei Velvet Underground, e molti cantanti goth sono influenzati dal timbro vocale "profondo e drammatico" di David Bowie, anche se cantano a toni ancora più bassi. J.G. Ballard ha avuto una forte influenza lirica per molti dei primi gruppi gothic rock; the Birthday Party hanno invece citato Arthur Rimbaud e Charles Baudelaire.
Nel 1976 fu pubblicato Intervista col vampiro di Anne Rice. Il personaggio principale, sebbene oscuro, voleva compagnia e amore. Il libro, secondo il giornalista musicale Dave Thompson, ha lentamente creato un pubblico anche per il rock gotico. Lo stesso anno ha visto il debutto della band punk rock The Damned. Il cantante del gruppo, Dave Vanian, era un ex becchino che si vestiva come un vampiro. Brian James, un chitarrista del gruppo, ha osservato: «Altri gruppi avevano spille da balia e pantaloni da bondage e da schiavo, ma andavi ad un concerto dei Damned e metà del cimitero locale sarebbe stato appoggiato al palco».

## Storia

### Origini e primi sviluppi
Il critico John Stickney usò il termine "gothic rock" per descrivere la musica dei Doors nell'ottobre 1967, in una recensione pubblicata su The Williams Record. Stickney scrisse che la band incontrò i giornalisti «nella cupa cantina a volta del Delmonico Hotel, la stanza perfetta per onorare il rock gotico dei Doors». L'autore ha notato che contrariamente agli «piacevoli e divertenti hippy», nella loro musica c'era "violenza" e durante i loro concerti un'atmosfera oscura.

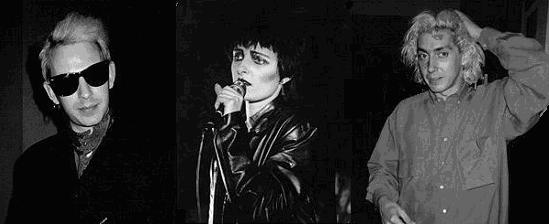
Siouxsie and the Banshees ad inizio anni '80.

Alla fine degli anni '70, la parola "gothic" era usata per descrivere le atmosfere di band post-punk come Siouxsie and the Banshees, Magazine e Joy Division. In una recensione su un concerto di Siouxsie and the Banshees del luglio 1978, il critico Nick Kent scrisse che riguardo alla loro performance, «ora si possono tracciare parallelismi e confronti con gli architetti del gothic rock come i Doors e, certamente, i primi Velvet Underground». Nel marzo 1979, Kent usò l'aggettivo "gothic" nella sua recensione del secondo album di Magazine, Secondhand Daylight (Virgin, 1979). Kent ha notato che c'era «un nuovo senso di austera autorità» nella loro musica, con un «suono neo-gotico oscuro». Il secondo album dei Siouxsie and the Banshees, anch'esso pubblicato nel 1979, precorse sotto diversi aspetti suono e tematiche del rock gotico. Per il giornalista Alexis Petridis del The Guardian, «Molti significanti musicali […] - falce, chitarra carica di effetti, tamburi tribali martellanti - sono asportabili, […] su Join Hands». Nel settembre 1979, il manager dei Joy Division Tony Wilson, descrisse la loro musica come "gothic" nello show televisivo Something Else, e il loro produttore Martin Hannett descrisse il loro stile come «musica da ballo con sfumature gotiche». Nel 1980, il Melody Maker scrisse «i Joy Division sono i maestri di questa oscurità gothic». Quando il loro ultimo album Closer (Factory Records, 1980) uscì un paio di mesi dopo la morte di Ian Curtis, il Sounds notò in una sua recensione che c'erano "colpi oscuri di rock gotico".

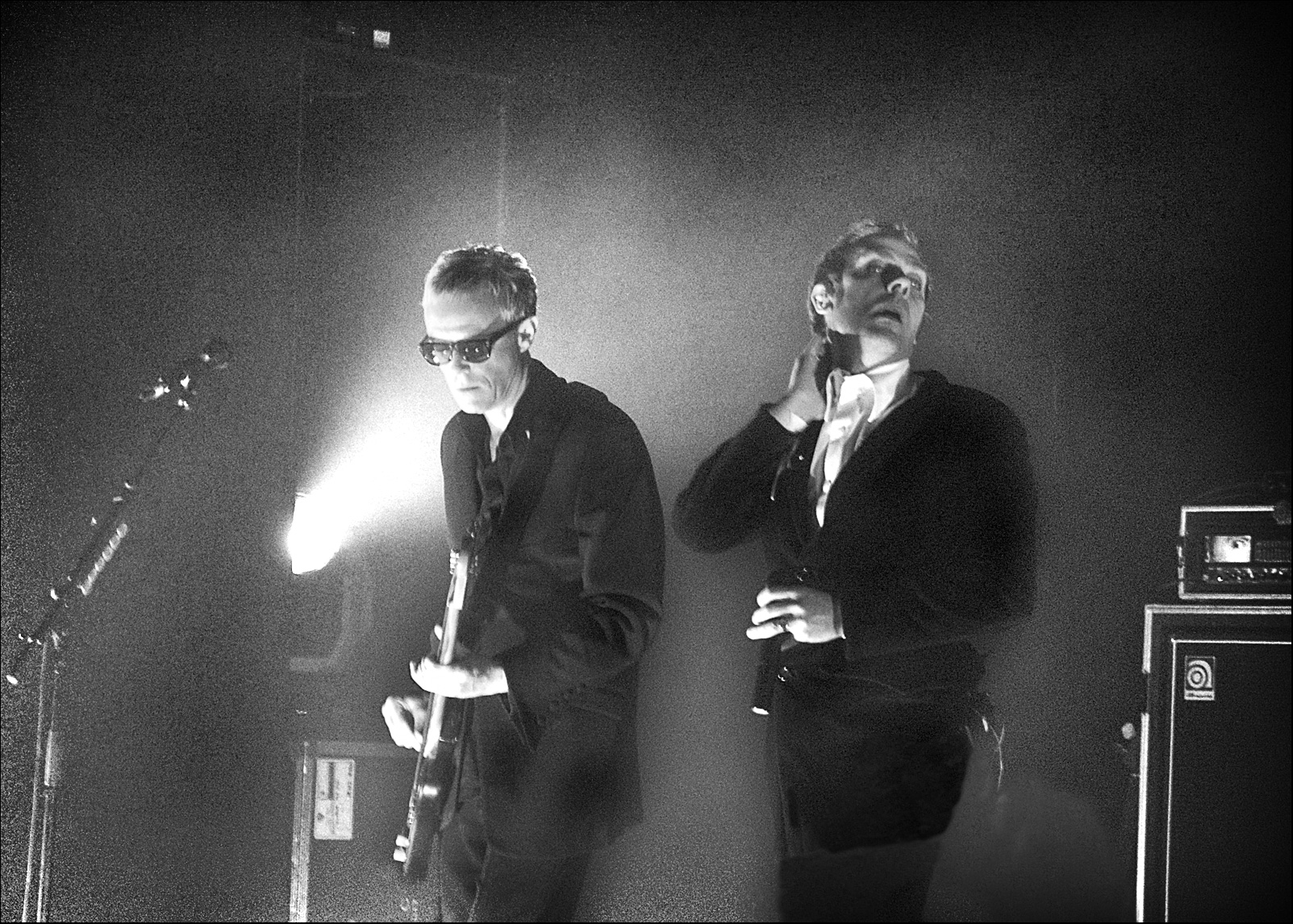
David J e Peter Murphy dei Bauhaus in un concerto dell'agosto 2006.

Non molto tempo dopo, questa definizione «divenne un termine critico abusato» per una band come i Bauhaus, affacciatosi sulla scena musicale nel 1979. All'epoca, NME riteneva che «Siouxsie and the Banshees, Adam and the Ants e persino dei Joy Division» avessero aperto «un mercato potenzialmente enorme» per i nuovi arrivati come Bauhaus e Killing Joke: tuttavia, il critico Andy Gill separò questi due gruppi di band, sottolineando che c'era una differenza «tra arte e artificio».
Il singolo di debutto dei Bauhaus intitolato Bela Lugosi's Dead (Small Wonder Records, 1979) fu comunque convenzionalmente riconosciuto in seguito come l'inizio del rock gotico come genere. Secondo Peter Murphy, la canzone fu scritta con intento ironico, ma esecuzione seriosa della band venne recepita dal pubblico con "ingenua serietà". All'inizio degli anni '80, anche gruppi post-punk come Siouxsie and the Banshees e The Cure prendevano tonalità sempre più gotiche. Secondo Reynolds, con il loro quarto album, Juju (Polydor, 1981), i Banshees introdussero diverse qualità gothic, sia nelle liriche che nelle sonorità, mentre secondo The Guardian, Juju era art rock su alcune tracce dell'album e pop sui singoli. Il loro bassista, Steven Severin, attribuì l'estetica usata dalle Banshees in quel periodo all'influenza dei The Cramps.

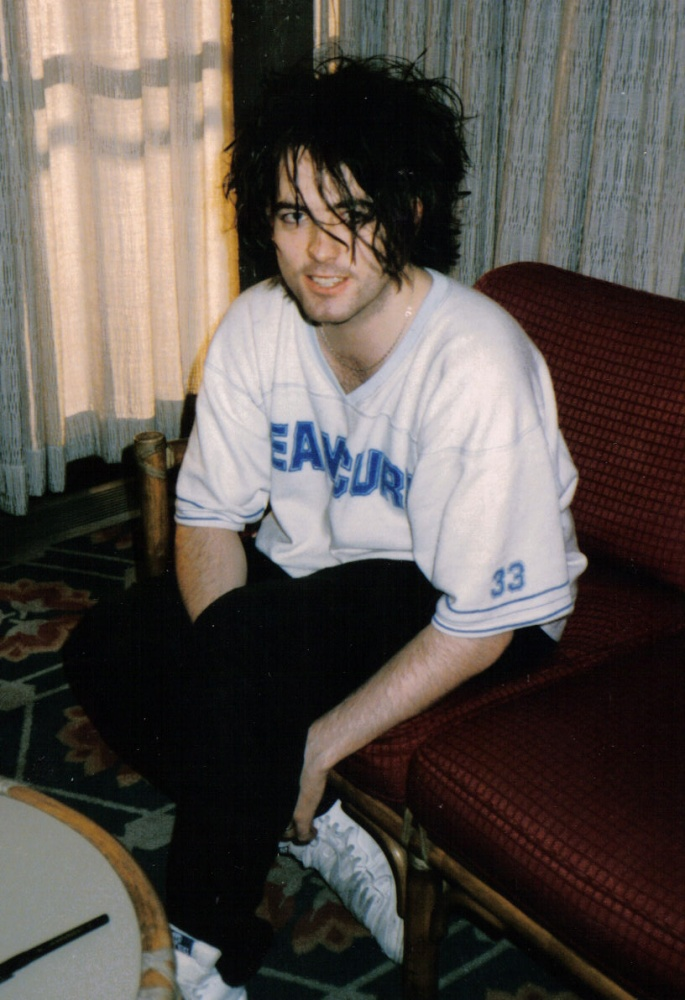
Robert Smith dei The Cure in una foto del 1985 presso il Miyako Hotel di San Francisco.

Il tre album «oppressivamente scoraggiati» dei Cure, Seventeen Seconds (Fiction Records, 1980), Faith (Fiction Records, 1981) e Pornography (Fiction Records, 1982), consolidarono l'importanza di questo gruppo nel genere. L'album Pornography iniziava con il verso «Non importa se moriamo tutti» ed è considerato «il pezzo forte della resistenza gotica dei Cure». La band divenne in seguito di grande successo commerciale. Lo stile dei Cure era "ritirato", in contrasto con i loro contemporanei come la prima band di Nick Cave, i Birthday Party, che attingevano al blues e al tumulto spastico e violento. Con l'album Junkyard (4AD Records, 1982) dei Birthday Party, Nick Cave ha combinato il "sacro e profano" usando immagini dell'Antico testamento con storie di peccato, maledizioni e dannazione. Il loro singolo del 1981 Release the Bats (4AD Records, 1982) fu particolarmente influente sulla scena.
I Killing Joke furono originariamente ispirati dai Public Image Ltd., prendendo in prestito dal funk, disco music, dub e, più tardi, heavy metal. Chiamarono il loro stile "tension musice", distorcendo questi elementi con effetti provocatori, oltre a produrre uno stile visivo morboso e politico. I Damned superarono il loro sound punk rock originario, modificando il suono in The Black Album (Chiswick Records, 1980) aggiungendo picchi drammatici e voci corali. Reynolds ha incluso i Birthday Party e i Killing Joke tra gruppi proto-goth fondamentali, anche se proprio quei gruppi non amavano essere etichettati come gothic. Anche i primi lavori di Adam Ant diedero un importante impulso alla scena rock gotica, e gran parte dei fan provenivano dal suo milieu. Altri primi contributori alla scena includevano UK Decay e gli irlandesi Virgin Prunes.
Il rock gotico non sarebbe stato adottato come «identità positiva, un grido di battaglia tribale» fino a un cambiamento della scena nel 1982. Il club Batcave di Londra aprì il 21 luglio 1982 per fornire un luogo per la scena goth. Quello stesso anno, Ian Astbury della band Southern Death Cult usò il termine "gothic goblins" per descrivere i fan dei Sex Gang Children. I Southern Death Cult divennero un'icona della scena, traendo ispirazione estetica dalla cultura dei nativi americani e fu loro dedicata la copertina di NME in ottobre.

### L'espansione del rock gotico negli anni '80

#### La seconda ondata ed il positive punk

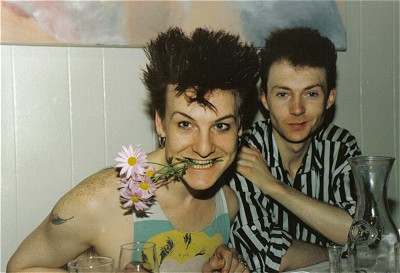
Nick Marsh dei Flesh for Lulu in una foto scattata a San Francisco nel 1987.

Nel febbraio 1983, la scena emergente fu definita "positive punk" sulla copertina di NME: nel suo articolo, il giornalista Richard North descrisse i Bauhaus, i Theatre of Hate e gli UK Decay come «gli immediati precursori del diluvio di oggi», dichiarando: «Quindi eccolo: il nuovo positive punk, senza vuote promesse di rivoluzione, né nel senso del rock'n'roll né nella sfera politica più ampia. Qui c'è solo una possibilità di consapevolezza di sé, di rivoluzione personale, di colorata percezione e galvanizzazione dell'immaginazione che spaventa la mente e il corpo lenti come un bradipo». In quell'anno nacquero una miriade di gruppi gotici, tra cui Flesh for Lulu, Play Dead, Rubella Ballet, Gene Loves Jezebel, Blood and Roses ed Ausgang. L'etichetta 4AD pubblicò musica in uno stile più etereo, composta da gruppi come Cocteau Twins, Dead Can Dance e Xmal Deutschland. In questo periodo apparve anche il gruppo islandese Kukl, che comprendeva Björk e altri musicisti che in seguito parteciparono agli Sugarcubes.

Il logo di The Sisters of Mercy.

Reynolds ha parlato di un passaggio dal gotico primitivo al rock gotico vero e proprio, promosso da The Sisters of Mercy Come disse la giornalista Jennifer Park: «Il progetto originale per il rock gotico era cambiato in modo significativo. Vedere tutto nero non era più limitato alle sue caratteristiche atmosfere, ma come hanno dimostrato i Sisters, poteva davvero essere rock». Le Sisters of Mercy, che hanno citato influenze come Leonard Cohen, Gary Glitter, Motörhead, the Stooges, The Velvet Underground, the Birthday Party, Suicide e the Fall, hanno creato una nuova e più dura forma di rock gotico. Inoltre, hanno incorporato una drum machine. Reynolds ha identificato il loro singolo del 1983 Temple of Love come l'inno goth per eccellenza di quell'anno, insieme a "Fatman" dei Southern Death Cult. Il gruppo ha creato la propria etichetta discografica, Merciful Release, che ha anche firmato The March Violets, che elaborarono uno stile simile. Secondo Reynolds, i March Violets «imitavano il suono dei i Joy Division». Un'altra band, The Danse Society, particolarmente ispirata di Cure di Pornography
I Southern Death Cult si riformarono con il nuovo nome the Cult, proponendo un hard rock molto più convenzionale. Sulla loro scia, The Mission, che comprendeva due ex membri delle Sisters of Mercy, raggiunsero il successo commerciale a metà degli anni '80, così come Fields of the Nephilim e All About Eve. Altre band associate al rock gotico includono Alien Sex Fiend, All Living Fear, And Also the Trees, Balaam and the Angel, Claytown Troupe, Dream Disciples, Feeding Fingers, Inkubus Sukkubus, Libitina, Miranda Sex Garden, Nosferatu, Rosetta Stone e Suspiria.

#### Gli Stati Uniti e il deathrock

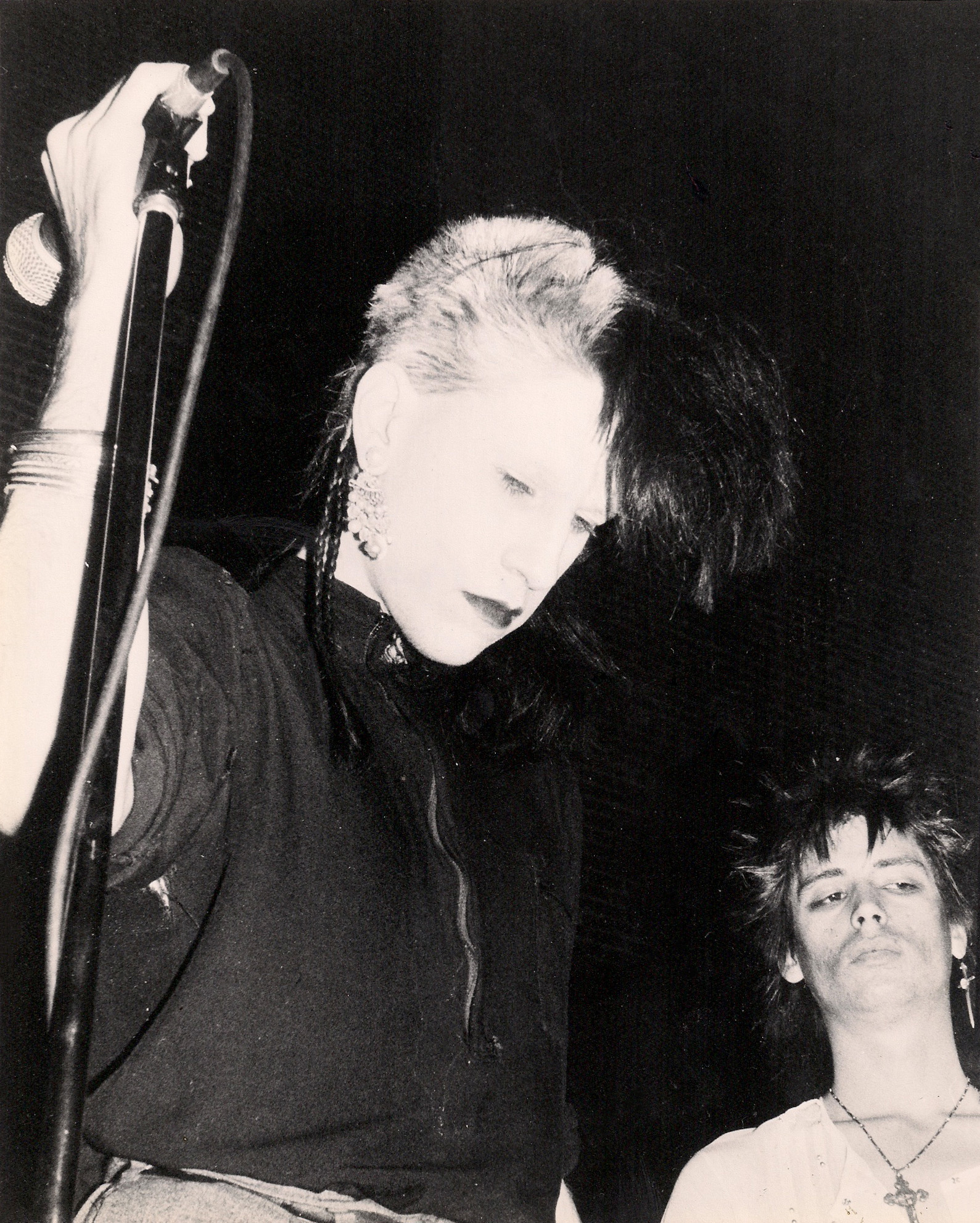
Rozz Williams e Johnnie Sage dei Christian Death in un concerto del 12 marzo 1982 al Cove di Hermosa Beach.

Istanze e sonorità paragonabili a quelle della seconda ondata del rock gotico inglese si svilupparono negli USA principalmente all'interno del movimento deathrock che si diffuse nell'area di Los Angeles nella prima metà degli anni '80. Tale movimento prendeva spesso ispirazione da un immaginario legato all'orrorifico cinematografico, oppure da musicisti dei tardi anni '50 che trattavano tematiche legate all'horror come Bobby "Boris" Pickett e Zacherle, Screamin' Jay Hawkins o Screaming Lord Sutch & the Savages.
Le band raggruppate sotto il nome deathrock differivano notevolmente l'una dall'altra. Mentre gruppi come 45 Grave, The Flesh Eaters o T.S.O.L. facevano musica molto simile alle band più tardi conosciute come horror punk, altri gruppi come Christian Death (Only Theatre of Pain, 1982), Super Heroines (Cry For Help, 1982), Voodoo Church (Voo-Doo Church, 1982), Theatre used of Ice (The Haunting, 1982) e Kommunity FK proponevano uno stile chiaramente influenzato dal rock gotico. I confini tra i generi divennero meno definiti quando le principali band britanniche si aprirono al mercato americano e i Christian Death fecero un tour in Europa nel 1984. Il supergruppo Carcrash International che univa membri dei Sex Gang Children e dei Christian Death fu rappresentativo di questa sovrapposizione.
Diversa era invece la scena newyorkese. Alimentata anche dagli influssi che venivano dalla West coast, le band di New York erano comunque molto più influenzate dalle band europee. Erano di questa scena band come The Naked and the Dead (The Naked and the Dead, 1985), Of a Mesh (Of a Mesh, 1986) e Fahrenheit 451 (Turn It Up!, 1986).

#### L'Europa e la darkwave
Nel resto d'Europa di inizio anni 80 si usava spesso il termine darkwave per descrivere la variante oscura e malinconica della musica new wave e post-punk. Oltre alle band con sonorità associabili al rock gotico, sotto questa denominazione venivano spesso inserite anche band di ispirazione electro-wave, ethereal wave e post-industrial.

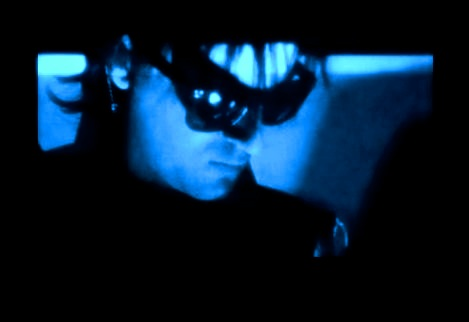
Nigel Degray dei Marquee Moon in una foto del 1989.

Nella Germania di inizio anni '80 gli influssi gothic rock furono poi ripresi da molte delle band comunemente associate alla Neue Deutsche Welle come Leningrad Sandwich con il loro primo album intitolato Go East (Up Records) e Geisterfahrer con l'omonimo EP a marchio Zickzack Platten, entrambe pubblicate già nel 1980, Xmal Deutschland che debuttarono con il loro Fetisch (4AD/Virgin) e Belfegore con A Dog Is Born (Pure Freude) del 1983, Marquee Moon con Beyond The Pale (Diadem) del 1985, Asmodi Bizarr con Sunsierra (Das Büro) del 1986. Già nella seconda metà degli anni '80, molte di queste band erano però scomparse o avevano cambiato radicalmente genere. Solo pochi gruppi erano attivi e conosciuti a livello nazionale, e tra questi Taste of Decay (Calling, 1986) di Harrislee und Mask for (Mask for, 1986) di Amburgo - entrambe band che erano stilisticamente vicine ai Bauhaus - così come Stimmen der Stille (Morgenstern, 1987) di Düsseldorf, Arts & Decay (Trail of Tears, 1988) di Kaiserslautern e le Girls Under Glass, band nata dalla scissione dei Calling Dead Red Roses nel 1986 e pubblicando il loro debutto intitolato Humus (Überschall Records) nel 1988. Sul finire degli anni '80 molte di queste bend fondarono il nuovo movimento della Neue Deutsche Todeskunst, molto più radicalmente indirizzato verso sonorità neo-classical, gothic rock, e darkwave.

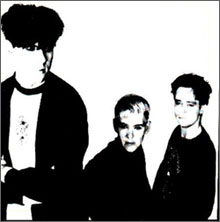
I Clan of Xymox nel 1989.

Principalmente in Francia, ma anche in altri stati dell'Europea come Belgio, Paesi Bassi ed Italia, si sviluppò un suono spesso caratterizzato da elementi di elettronica minimale al quale fu assegnato il nome di coldwave. Tra questi, quelli con sonorità più marcatamente ispirate al rock gotico furono i Danse Macabre (Danse macabre, 1983), Leitmotiv (Philosophy, 1983), Odessa (Attente, 1984), Neva (Hallucination / Frénézie, 1987), Les Enfants de l'Ombre (La haine rode et nous guette, 1988). Band di questo periodo assimilabili a questa tendenza sono poi gli olandesi Clan of Xymox (Clan of Xymox, 1985) e gli italiani Baciamibartali (Baciamibartali and Winter Light, 1981).
In Italia il centro propulsore della scena darkwave/goth dei primi anni '80 fu senz'altro Firenze, anche grazie ad un fiorire di locali come il Tenax ed etichette come la Contempo Records o la I.R.A. Records. Furono di questo periodo gli esordi di band fiorentine come i Diaframma con il 7" pioggia (Italian Records, 1982), i Litfiba con Luna/La preda (Fonit Cetra, 1985), i Limbo con In limbo (Spittle Records, 1986) o la svolta verso sonorità più decisamente goticheggianti dei Neon con Rituals (Kindergarten Records, 1985). I sanesi Symbiosi pubblicarono invece Uscire (La Folie Records) nel 1987. 

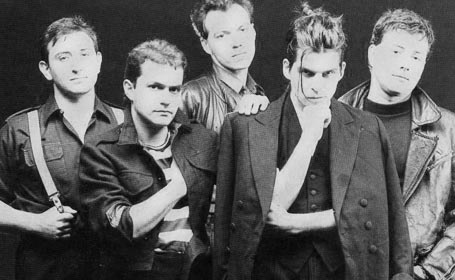
I Litfiba nel 1983.

Vivaci erano anche altre zone della penisola: A Torino i Deafear autoprodussero il mini album Stairs nel 1983. A Roma i Carillon del Dolore pubblicarono l'album d'esordio Trasfigurazione (Contempo Records, 1984), stringendo in seguito rapporti di collaborazione anche con i Christian Death, ma anche i Marbre Noir con il loro Salvation Rites (Mantra Records, 1986). A Modena i Thelema con il debutto su vinile 7" dal titolo The Golem (Ed. Lumières, 1985). A Venezia i Death in Venice pubblicavano il loro Presence in Absence (Contempo Records) nel 1985. I Voices di Salerno con il loro Memories' Floor (Contempo Records, 1985). A Bari The Art Of Waiting pubblicavano La Caduta Del Simbolo (Toast Records) nel 1986. Dal 1984 in poi si era intanto iniziato a parlare di Nuova musica italiana cantata in italiano per definire quelle band che sperimentavano linguaggi new wave/darkwave mescolandoli con la lingua italiana.
Anche la Spagna vantava una buona scena darkwave/goth e tra le band più note vi erano Sangre Cristiana, Parálisis Permanente e Desechables.
I paesi della penisola scandinava non furono risparmiati dall'ondata darkwave che colpiva l'Europa in quegli anni, e già nel 1981 i norvegesi Fra Lippo Lippi pubblicavano il loro In Silence (Uniton Records), a cui seguirono altre band di cui, degni di menzione sono i Garden of Delight (da non confondere con gli omonimi tedeschi) con il loro Blessed Minutes (Moonlight Productions) del 1984. In Finlandia i Musta Paraati rilasciavano il loro Romanssi (Johanna) già nel 1982, i Geisha il loro omonimo EP (Johanna) nel 1983, e gli Hexenhaus il loro 7" Ikiyö (Zoo Records) nel 1984. Furono invece della seconda metà degli anni '80 gli esordi di Russian Love (Nergal, 1988) e Two Witches (Like Christopher Lee, 1989).

### Gli sviluppi successivi e gli anni '90
Gli anni '90 hanno visto una rinascita della sottocultura gotica, alimentata in gran parte dal crossover dalle scene industriale, elettronica e metal; e la cultura e l'estetica gotiche si sono nuovamente inserite nella coscienza mainstream, ispirando fiorenti scene musicali goth nella maggior parte delle città e notorietà in tutta la cultura popolare. A partire dalla fine degli anni '90, il gothic metal ha fuso «l’atmosfera gelida e cupa del goth rock con le chitarre rumorose e l’aggressività dell’heavy metal».

## Le influenze del rock gotico nel nuovo millennio
Negli anni 2000, i critici notavano regolarmente l'influenza del goth sulle nuove band. La band inglese The Horrors ha mescolato il garage rock degli anni '60 con il goth degli anni '80. Quando si fa riferimento alla cantante donna Zola Jesus, gli scrittori si sono chiesti se avesse annunciato la seconda venuta del genere poiché la sua musica veniva descritta con questo termine.